# Vipera ammodytes
Vipera ammodytes este o specie de șerpi din genul Vipera, familia Viperidae, descrisă de Linnaeus 1758. A fost clasificată de IUCN ca specie cu risc scăzut.

## Subspecii
Această specie cuprinde următoarele subspecii:
- V. a. ammodytes
- V. a. gregorwallneri
- V. a. meridionalis
- V. a. montandoni
- V. a. ruffoi

## Galerie

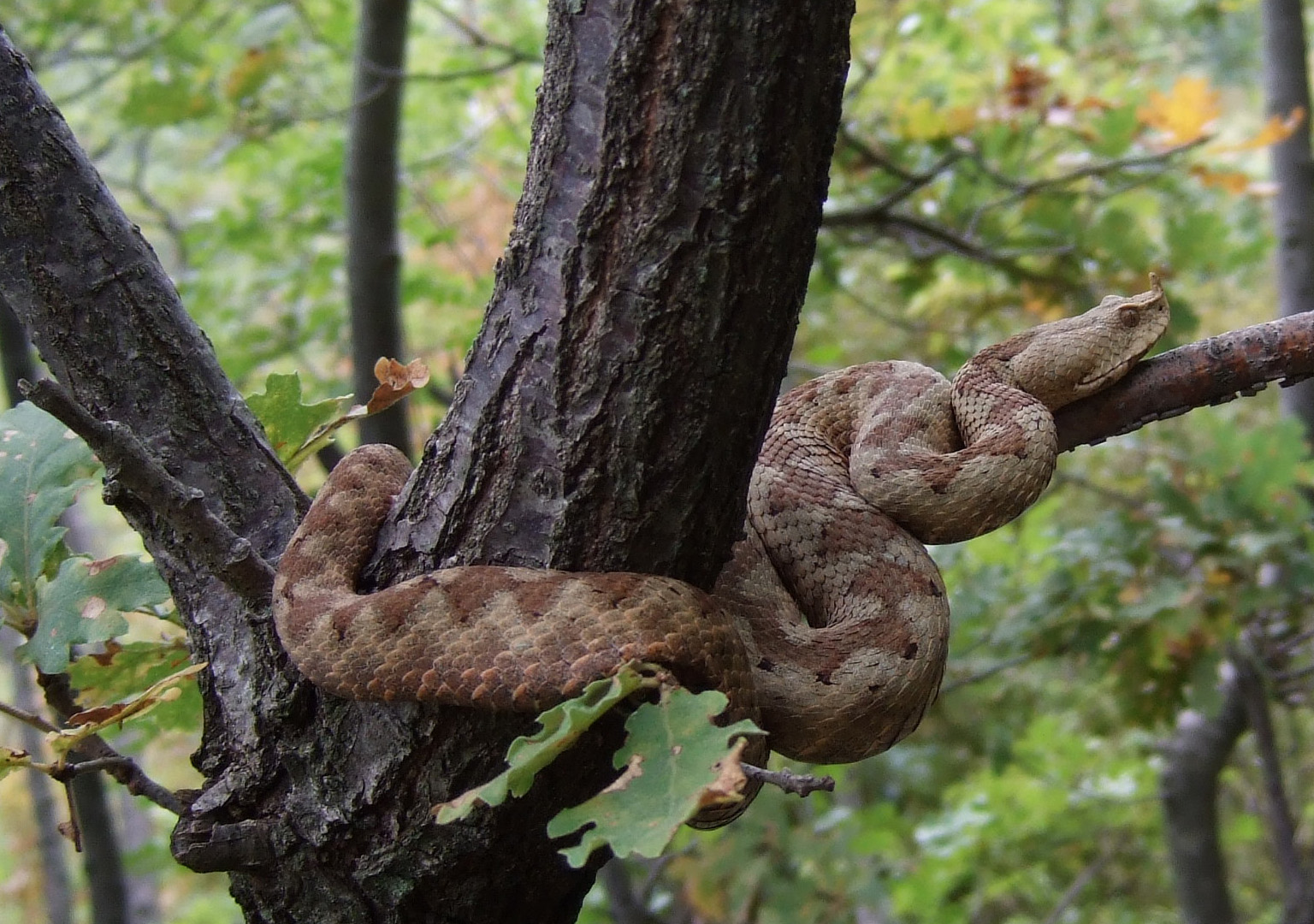
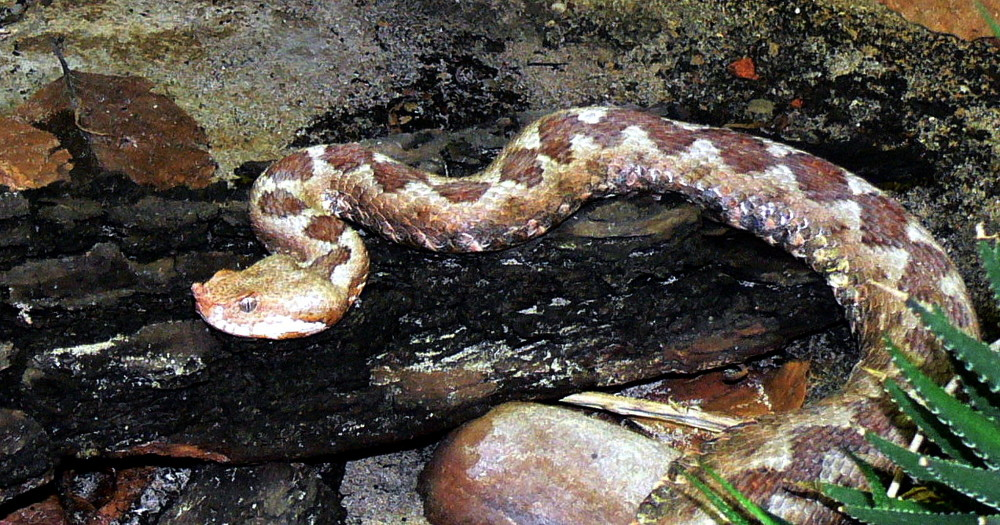
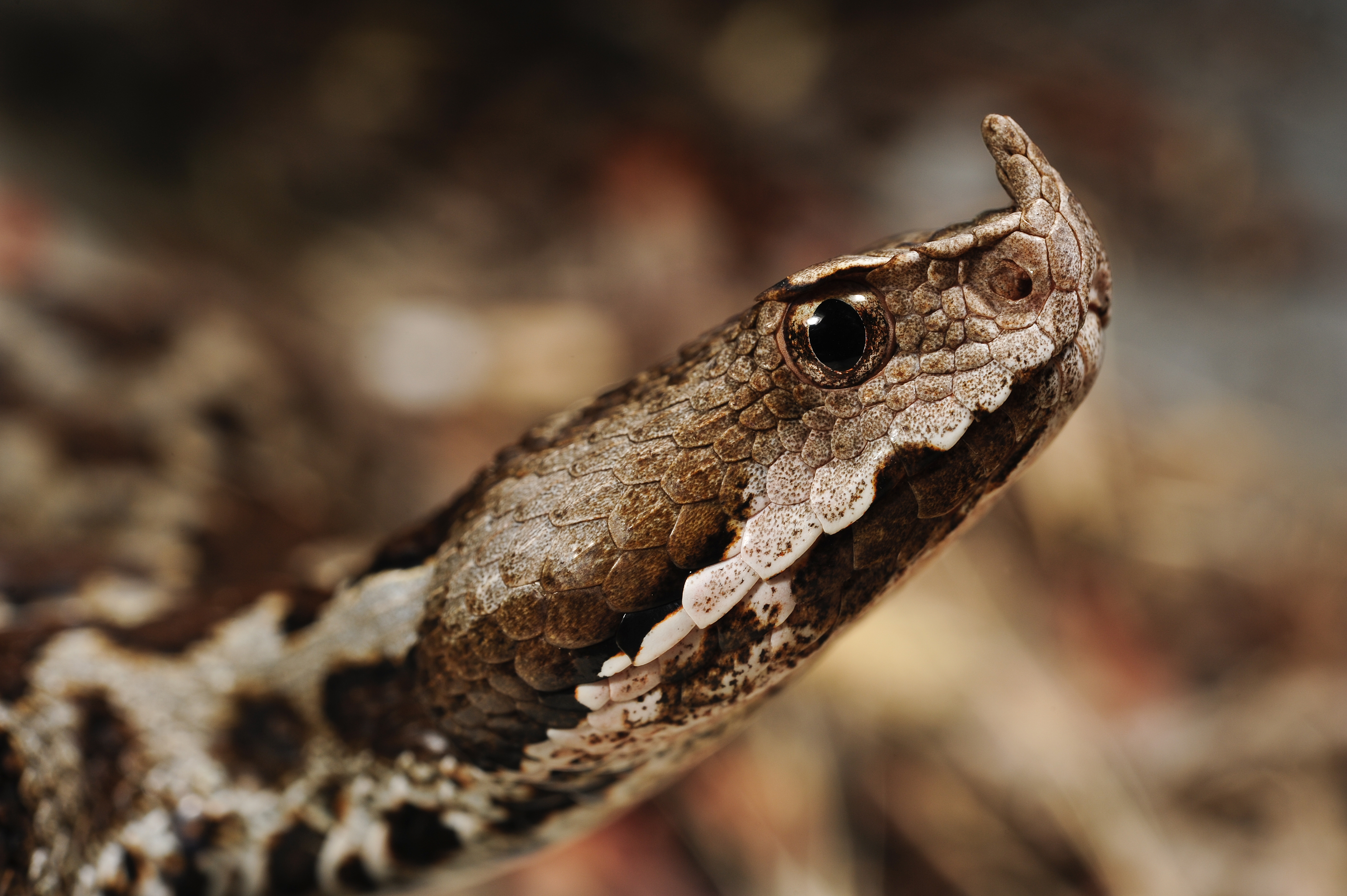
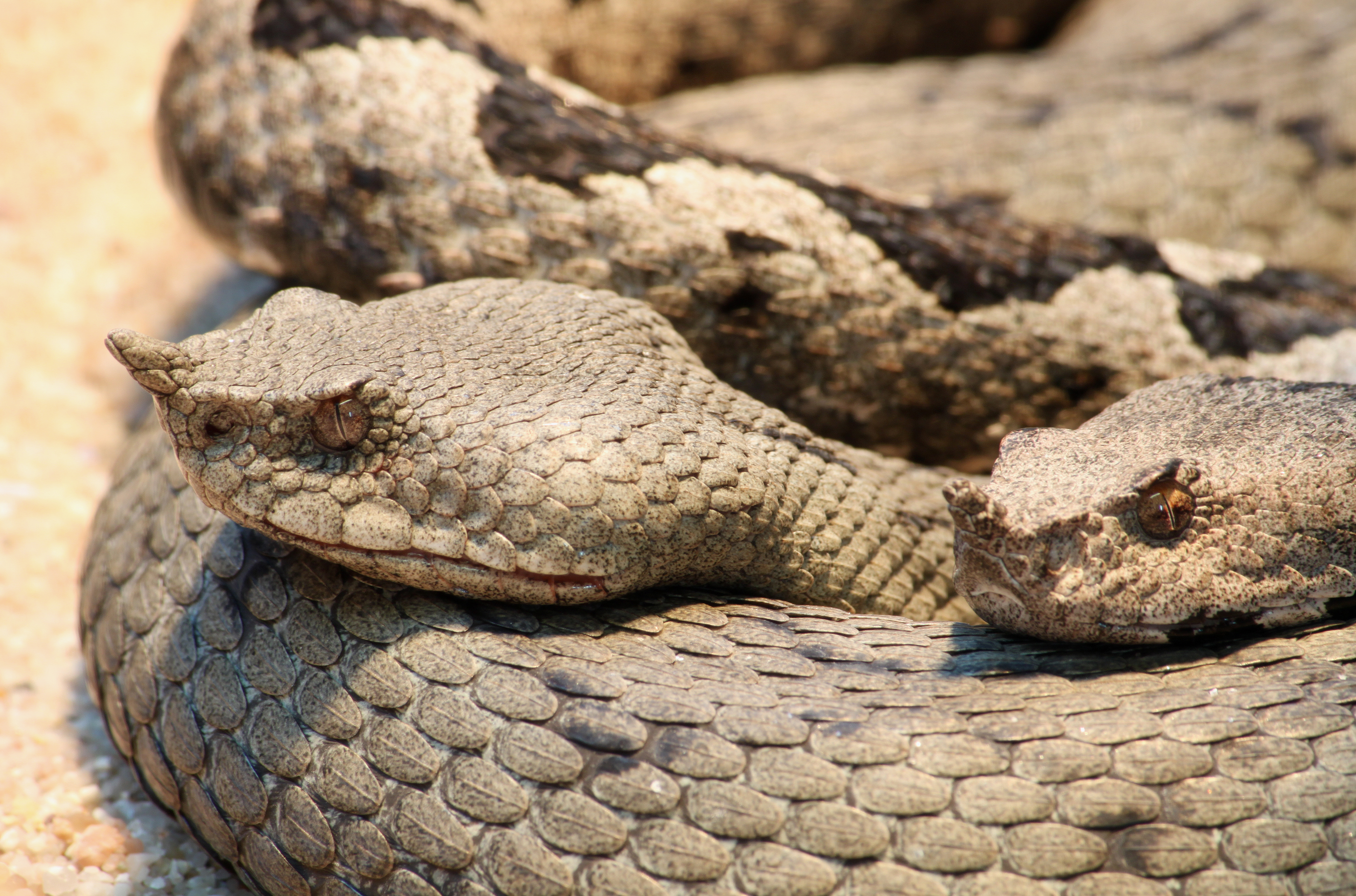
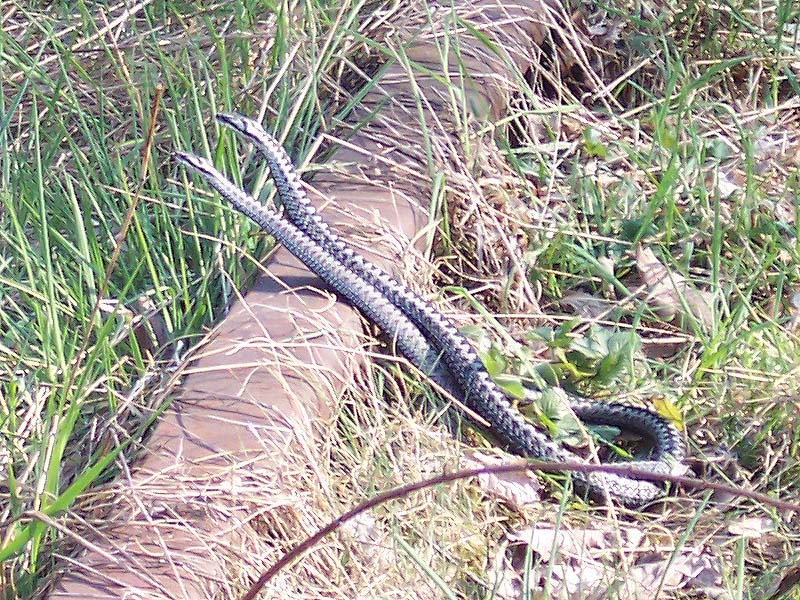
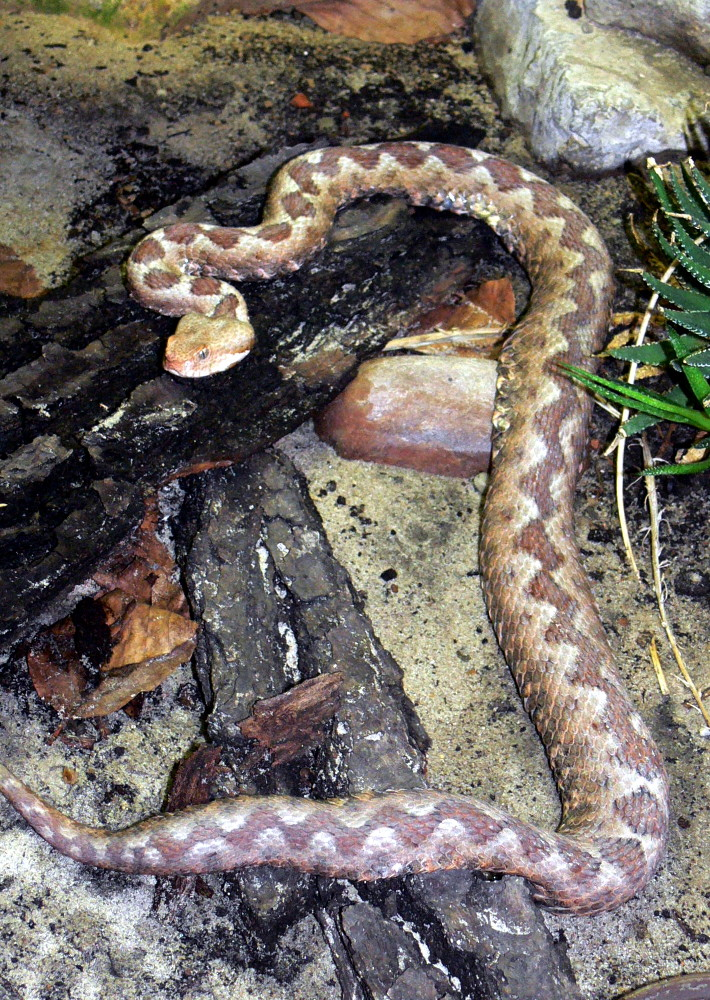
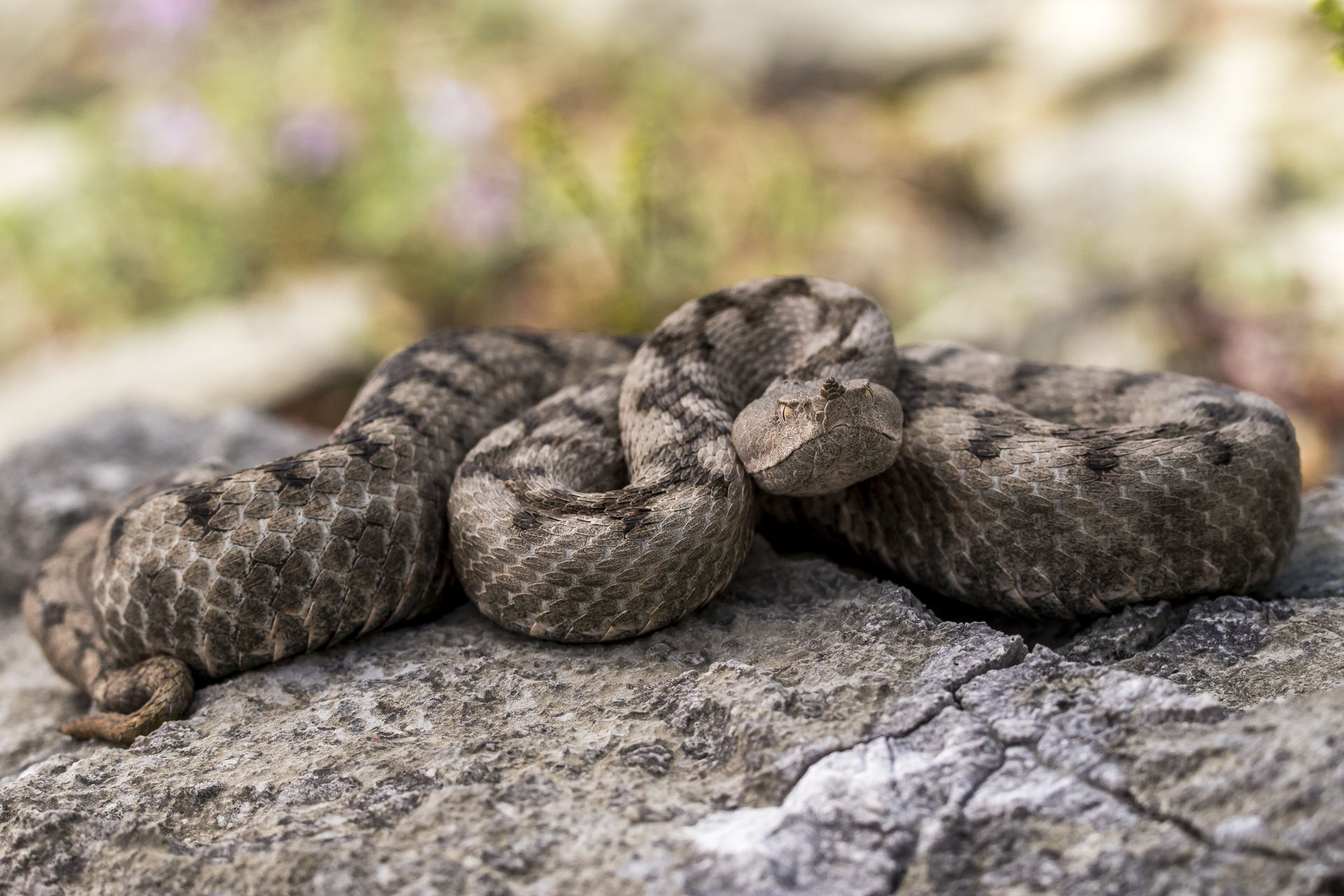